# Профлист
Профлист, також профільований лист, або профнастил — будівельний матеріал, що є металічним листом, виготовленим з листової оцинкованої сталі холодною прокаткою. Виготовляються профільовані листи сталеві з покриттям металізаційним і органічним або без органічного.Також  профнастили можуть виготовлятися з армованого склопластика, що дозволяє використовувати їх у важких умовах експлуатації.
Призначений для використання у будівництві дахів, зведенні зовнішніх стін, огорож. 

## Історія

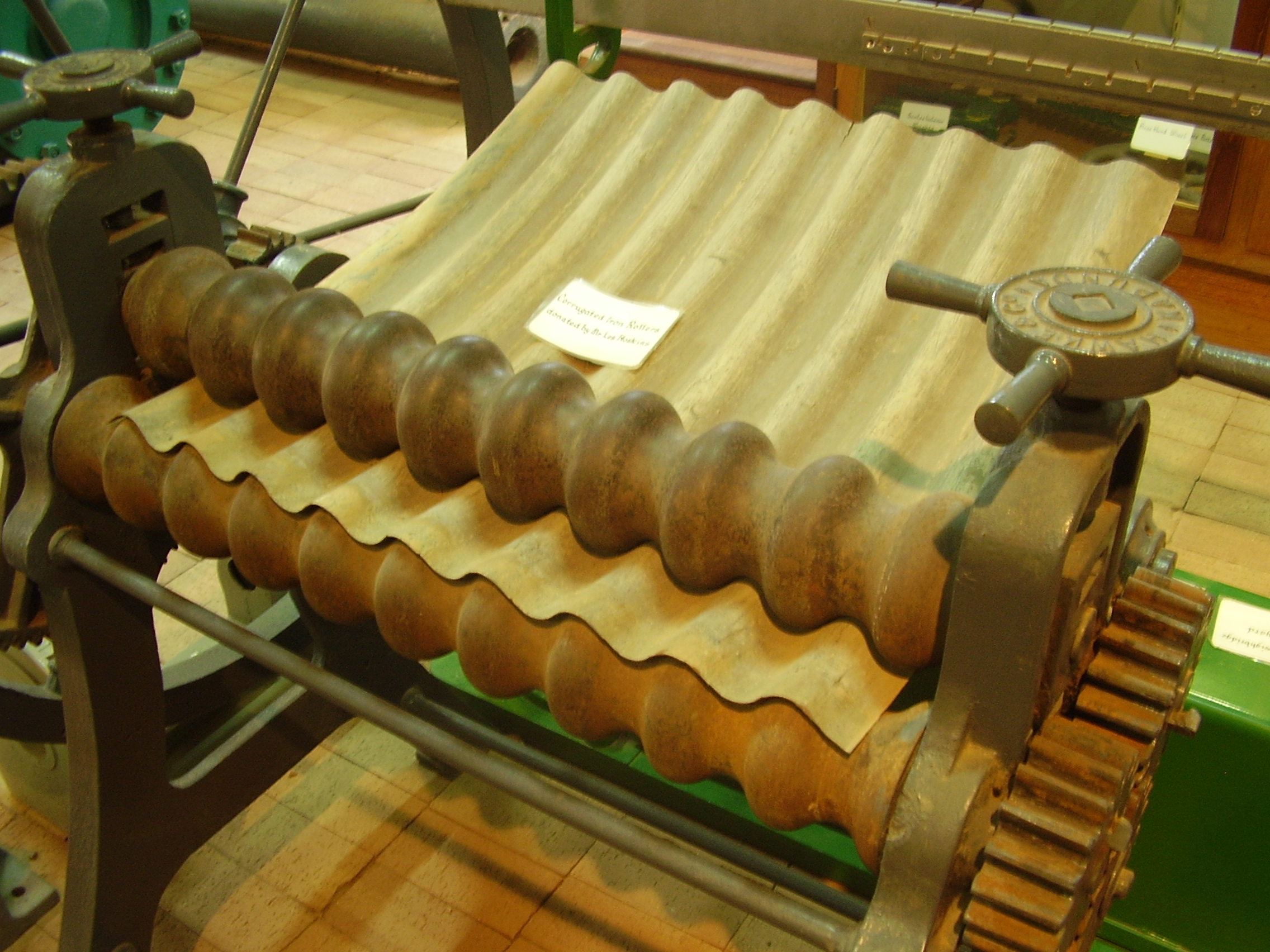
Ручний верстат для прокатки профільованої бляхи. Австралія.

Профлист був винайдений у 1820-х роках у Великій Британії Генрі Робінсоном Палмером, архітектором та інженером Лондонської докової компанії. Спочатку його виготовляли з ковкого заліза (зварного заліза). Він виявився легким, міцним, стійким до корозії та легко транспортувався. Незабаром він став звичайним будівельним матеріалом у сільських районах США, Чилі, Нової Зеландії та Австралії, а згодом і Індії.
Приблизно з 1890-х років у виробництві профнастилу ковке залізо поступово замінювалося м'якою сталлю.

## Виробництво

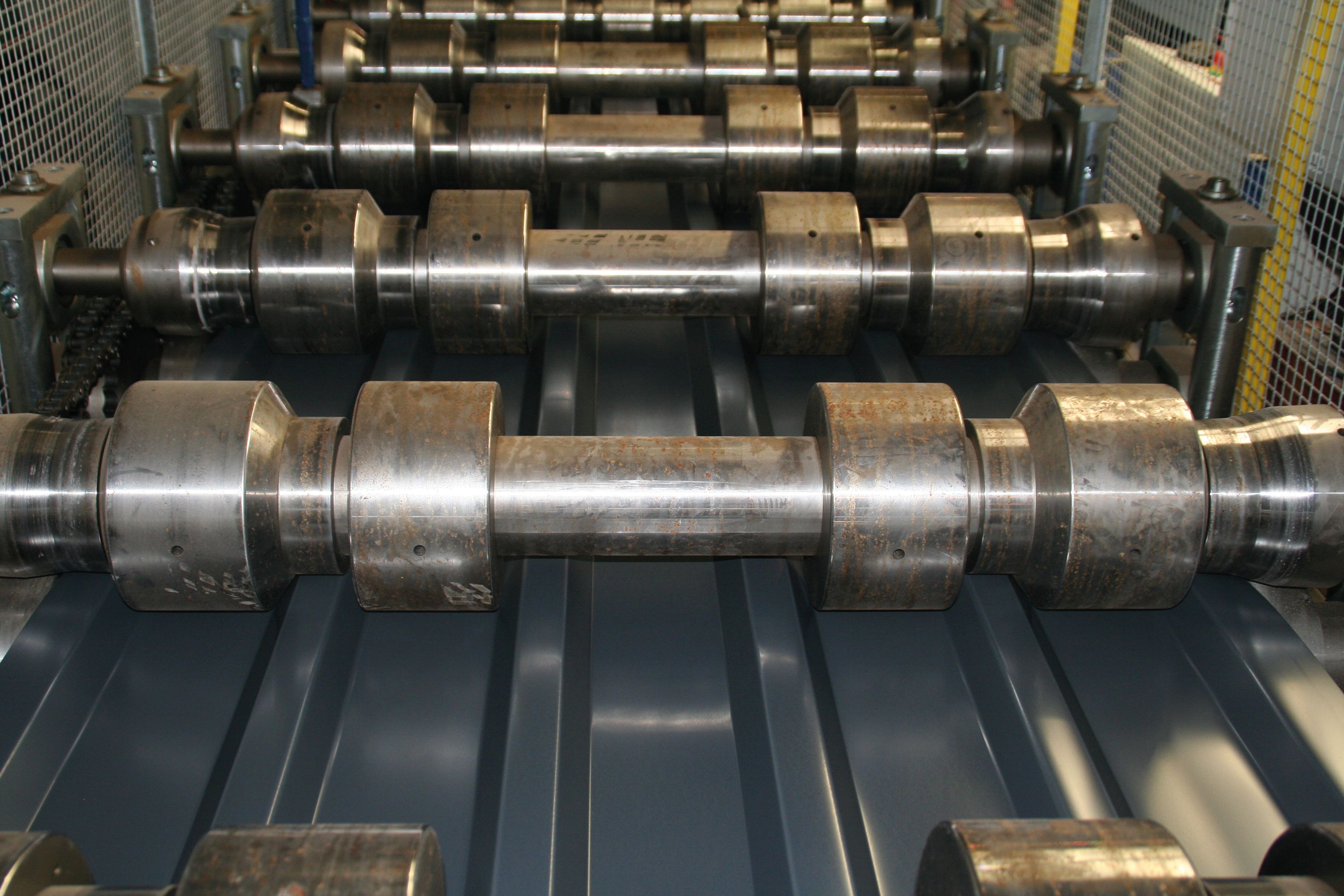
Прокатний стан для прокатки профільованого листа з гофрою трапецієподібної форми.

Сталеві холодногнуті листові профілі з трапецієподібною формою гофра виготовляються на станах для гнуття профілів.

## Різновиди, основні параметри і розміри
Сталеві профільовані листи, відповідно до ДСТУ Б В.2.6-9:2008, класифікують за
- призначенням:

для настилання покриттів,
для настилання та стінових огорож,
для стінових огорож.
- матеріалом вихідної заготовки,

листи з тонколистового оцинкованого прокату згідно з ГОСТ 14918,
листи з тонколистового прокату з алюмоцинковим покриттям,
листи з тонколистового прокату з електролітичним цинковим покриттям.
- наявністтю захисно-декоративного лакофарбного покриття.

листи без лакофарбового покриття,
листи з лакофарбовим покриттям.

Склопластикові профільовані листи мають наступні переваги:
- Мала вага
- Негорючість. Вогнестійкість до 1 класу за стандартом BS 476-7
- Відсутність деформацій при нагріванні
- Стійкість до будь-яких погодних умов.
- Висока ударна міцність
- Висока водонепроникність із дуже низьким коефіцієнтом водопоглинання
- Термостійкість від -40°С до +130°С
- Відмінна хімічна та корозійна стійкість
- Нульова електропровідність.
- Висока стійкість до ультрафіолетового випромінювання
- Відмінні санітарно-гігієнічні властивості. Не схильні до гниття
- Однотонність і довговічність кольору зовнішньої та внутрішньої сторін

## Використання
Профлист використовується у будівництві та інших галузях промисловості.